# Кінь (роман)
«Кінь» (англ. Horse) — історичний роман 2022 року австралійської письменниці Джеральдін Брукс.
Переплітаючи кілька часових ліній, оповідь досліджує стосунки чистокровного скакуна та жеребця Лексінгтона з поневоленими людьми, які його доглядали в 1850-х роках, а також спадщину рабства крізь призму знайденого мистецького твору, пов'язаного з уславленим життям власника коня. Книжку схвально сприйняли основні критики й вона здобула численні літературні премії. Зокрема, роман здобув книжкову премію Анісфілд-Вулф та літературну премію миру Дейтона.

## Історія
Дія роману розгортається упродовж трьох періодів — у Кентуккі 1850-х років напередодні Громадянської війни, у Нью-Йорку 1950-х років, а також 2019 року, коли студент випускної програми Джорджтаунського університету, уродженець Нігерії, знаходить картину. Брукс поєднує історичні факти з художньою вигадкою, зображуючи як конюх, на ім'я Джаррет, вибудував зв’язок із Лексінгтоном — легендарним конем 1850-х років, який виграв сім із восьми перегонів, приніс своєму власникові понад 50 000 доларів, протягом двадцяти років залишався найшвидшим конем та дав сотні нащадків, що згодом здобули майже 1200 перемог. Знайдена картина має прототип серед реальних творів тогочасних художників, зокрема мандрівного Томаса Дж. Скотта, чия олійна робота Портрет Лексінгтона (бл. 1857) є визначним зображенням скакових коней в американській культурній спадщині. Після смерті Лексінгтона його скелет заново змонтували й певний час експонували у Смітсонівському музеї, а згодом упродовж десятиліть він лежав у сховищі; його значення для кінних перегонів і розведення було значною мірою забуте до 1970-х років. І картина, і скелет мали значний вплив на розповідь Брукс. Зрештою, картина потрапила до артдилерки 1950-х років Марти Джексон, чия колекція тяжіла не до класичних портретів, а до абстрактних полотен середини століття в дусі експресіонізму авторів на кшталт Олденбурга, Гартиґана, Горкі та Дібенкорна. «Портрет Лексінгтона» потрапив до Смітсонівського музею за її заповітом; досі невідомо, чому вона володіла ним. У романі зображено це неймовірне придбання, а пізніше описано сценарій, як таку картину могли покинути; аж доки її на придорожньому розпродажі виявив студент коледжу-афроамериканець, що досліджував мистецтво 19 століття, присвячене коням.

## Дійові особи
- Тео Нортем – нігерійсько-американський аспірант Джорджтаунського університету у Вашингтоні, округ Колумбія, який досліджує мистецтво 19 століття; він знаходить викинуту картину коня та вирішує написати про неї статтю для Смітсонівського інституту. Джесс зв'язується з ним, щоб дослідити скелет коня, що зберігається в музеї Смітсонівського інституту, і визначає, що і картина, і останки належать Лексінгтону.
- Джесс – спеціалістка з черепів та рам у Смітсонівському інституті, яка звертається до Тео щодо скелета Лексінгтона; вони починають зустрічатися.
- Гаррі Льюїс — вільновідпущеник 1850-х років, який тренував Лексінгтона
- Джаррет Льюїс – поневолений син Гаррі, який стає конюхом Лексінгтона; їх продають новому власнику, і вони переїжджають спочатку на плантацію в Міссісіпі, а потім до Нового Орлеана, де Лексінгтон підкорює світ перегонів.
- Лексінгтон – відомий кінь, який колись привернув увагу всього світу, але через десятиліття потрапив у забуття; Джаррет ретельно працював з Лексінгтоном, щоб забезпечити йому належний догляд.

## Вихід
Роман вийшов на ринках США, Великої Британії та Австралії  з різницею лише в кілька днів. Аудіокнига за участю широкого акторського складу вийшла на платформі Penguin Audio.

## Критичне прийняття
Роман отримав загальне схвалення критиків, зокрема високі оцінки від Booklist, Kirkus Reviews та Library Journal, а також позитивний відгук від Publishers Weekly. Деякі оглядачі відзначили зв'язок між Лексінгтоном і Джарретом як особливо зворушливий елемент історії, водночас вважаючи сюжетну лінію Марти Джексон менш дивовижною чи захопливою. Kirkus назвав її «сильним оповіданням, покликаним донести гостре моральне послання», а оглядач Library Journal Джошуа Фіннел підсумував, що Брукс «написала дотепний і насичений деталями роман про те, як у США ми комерціалізуємо, вшановуємо та вимірюємо перемогу». Важливо, що роман «детально описує прибутки, отримані з умінь, зображення та навіть кісток коня», а «паралельно паралельно з тим показано історичне стирання внеску Джарретта у майстерність і успіх коня… Брукс досліджує наше розуміння історії, щоб показати владні структури, які створюють як факти, так і вигадки». Множинність сюжетних ліній і складна розробка персонажів захопили оглядачів, однак, за словами Крістін Дал, «пізній сюжетний поворот у вашингтонській лінії трохи зіпсував фінал». Kirkus не погодився, наголосивши, що «шокуюча розв'язка підкреслює думку Брукс про те, що для темношкірих людей у США надто багато залишається без змін — похмурий висновок, який лише трохи пом'якшує щасливіший фінал для Джарретта».
У березні 2025 року Міністерство оборони США наказало вилучити роман з бібліотеки Військово-морської академії США в Аннаполісі, штат Мериленд, внісши його до списку 381 книги, забороненої за те, що вона стосується тем, пов'язаних з різноманітністю, рівністю та інклюзією.

## Нагороди
| Рік      | Нагорода                                  | Категорія                     | Результат    | Посилання. |
| -------- | ----------------------------------------- | ----------------------------- | ------------ | ---------- |
| 2022 рік | Премія ARA за історичні романи            | Дорослий                      | У шорт-листі | [ 10 ]     |
| 2023 рік | Нагороди Оді                              | Художня література та класика | Finalist     | [ 11 ]     |
| 2023 рік | Книжкова премія Анісфілд-Вулф             | Художня література            | Перемога     | [ 12 ]     |
| 2023 рік | Премії австралійської книжкової індустрії | Літературна проза             | Перемога     | [ 13 ]     |
| 2023 рік | Премія Чаутоква                           | —                             | У шорт-листі | [ 14 ]     |
| 2023 рік | Дейтонська літературна премія миру        | Художня література            | Перемога     | [ 15 ]     |
| 2023 рік | Нагорода продавців книг Heartland         | Художня література            | Finalist     | [ 16 ]     |
| 2023 рік | Премія «Незалежна книга»                  | Художня література            | Перемога     | [ 17 ]     |
| 2023 рік | Массачусетська книжкова премія            | Художня література            | Honor Book   | [ 18 ]     |

## Переклад українською
2025 року у видавництві «BookChef» вийшов український переклад роману. Перекладачка — Оксана Пущінська.